# Bruno Scher
Bruno Scher (Capodistria, 10 dicembre 1907 – Muggia, 5 aprile 1978) è stato un calciatore e allenatore di calcio italiano, di ruolo centrocampista. Era fratello del calciatore Giordano Scher.

## Carriera
Centromediano cresciuto nella Capodistriana, ha giocato nel massimo campionato italiano con Lucchese, Bari e Triestina. Il suo esordio in serie A risale al 19 febbraio 1933 in Milan-Bari 2-0.
Nella Lucchese allenata da Ernő Erbstein era considerato uno degli elementi più validi; Scher, di fede politica comunista, rifiutò però l'italianizzazione forzata del cognome in Scheri e questo lo mise ulteriormente in cattiva luce di fronte al partito fascista. In conseguenza del suo rifiuto dovette scendere in serie C, prima al Pieris e alla Juventus Siderno, quindi nella natìa Istria con l'Ampelea di Isola d'Istria.
Scher, che aveva iniziato ad allenare durante l'esperienza a Siderno, nel dopoguerra guidò l'Aurora Capodistria nei tornei dell'U.C.E.F. (Unione dei Circoli di Educazione Fisica) fino al 1950. Nel 1957 Aldo Olivieri, suo ex compagno ai tempi della Lucchese, lo volle come allenatore in seconda non ufficiale alla Triestina; Scher, tuttavia, declinò l'offerta di seguirlo quando l'ex Gatto magico lasciò Trieste.
Morì di pleurite a Muggia nel 1978.

## Palmarès

### Club

#### Competizioni nazionali
- Prima Divisione: 1

Lucchese: 1933-1934
- Serie B: 1

Lucchese: 1935-1936